# NGC 2768
NGC 2768 è una galassia ellittica situata prospetticamente nella costellazione dell'Orsa Maggiore alla distanza di 63 milioni di anni luce dalla Terra. 
Fa parte di un piccolo gruppo di galassie denominato Gruppo di NGC 2768 che include anche NGC 2654, NGC 2726, NGC 2742, UGC 4549 e MCG+10-13-066. Nel 1986 alcuni ricercatori (Lo, Sargent, Kowal e Smith) hanno identificato una debole galassia nana, [LSK86] 89, anch'essa probabilmente legata fisicamente a NGC 2768.
È una galassia di Seyfert in possesso di un nucleo galattico attivo per la presenza di un buco nero supermassiccio
In questa galassia sono stati rilevate 315 nebulose planetarie e 112 ammassi globulari.
Nel 2000 è stata individuata una supernova denominata SN 2000ds di tipo Ia.